# Владислав Добренький
Владислав Добренький (латис. Vladislavs Dobreņkijs; народився 8 серпня 1991, Лієпая, Латвія) — латвійський хокеїст, нападник. Виступає в ризькому «Динамо-Юніорс», виступав у складі юніорської збірної Латвії (U-18).